# Gewog di Laya
Il gewog di Laya è uno dei quattro raggruppamenti di villaggi del distretto di Gasa, nella regione Centrale, in Bhutan.